# Acrochaetium
Acrochaetium Nägeli in Nägeli & Cramer, 1858 é  nome botânico de um gênero de algas vermelhas pluricelulares da família Acrochaetiaceae.

## Espécies
Atualmente 193 espécies são aceitas taxonomicamente no gênero. Entre elas:
- Acrochaetium secundatum (Lyngbye) Nägeli, 1862
- Lista completa